# La Chapelle-des-Pots
La Chapelle-des-Pots település Franciaországban, Charente-Maritime megyében. Lakosainak száma 1007 fő (2022. január 1.). La Chapelle-des-Pots Chaniers, Fontcouverte, Saint-Césaire és Vénérand községekkel határos.

## Népesség
A település népességének változása:
| Lakosok száma | 550  | 823  | 890  | 891  | 983  | 988  | 1002 | 1004 | 1005 | 1007 |
|               | 1968 | 1982 | 1990 | 2006 | 2013 | 2015 | 2017 | 2019 | 2020 | 2022 |